# クイズ!その時どうした!!
『クイズ!その時どうした!!』（クイズ そのときどうした）は、一部のテレビ朝日系列局で放送されていたクイズ番組である。テレビ朝日とnexusの共同制作。制作局のテレビ朝日では1991年4月17日から同年9月11日まで、毎週水曜 19:00 - 19:30 （日本標準時）に放送。

## 概要
有名人や巷で起こったエピソードなどを基にしたクイズを出題。正解すればポイントを獲得でき、最終問題で正解を出せばそれまでの獲得ポイントが倍増した。ポイントは、解答者席にある司会の高田純次をモチーフにした顔面状のセットが点灯する形で貯まっていく。10ポイントで顔面全体が点灯し、「顔面パーフェクト」として解答者と視聴者に賞品が贈られた。また、トップ賞を獲得した解答者には旬の味覚が贈られ、トップ賞獲得者を応援していた会場の観覧者へも抽選で同じ物が贈られた。
ローカルセールス枠での放送だった。

## 出演者

### 司会
- 高田純次
- 長野智子

### レギュラー解答者
- 峰竜太
- 西村知美
- ヒロミ

### 出題者
- WAHAHA本舗メンバー（エンドロールでは「その時の劇団」と表記）

## スタッフ
- 構成：川崎良、下等ひろき（現・加藤裕己）
- リサーチ：ワープ、カメヨ
- アシスタント：森山暁子
- 技術：本郷勝則
- カメラ：菅野恒雄
- VE：宮越直幸
- 音声：中村政夫
- VTR：勝屋一朗
- 照明：湯浅洋一
- デザイン：根本研二
- 美術：安藤香里
- 大道具：内山昭也
- 電飾：ワンダーライト
- 音効：濱田淑子（佳夢音）
- 編集・MA：東通ビデオセンター
- タイトル：小堤一明、山口寿人
- イラスト：鳥居しげよし、荒川ヨシオ
- TK：大塚久子
- 広報：岩間斉（テレビ朝日）
- AD：木村靖史
- 制作スタッフ：松本博之、小石川紀幸、市川和浩
- プロデューサー補：忍足隆
- ディレクター：久保田芳樹
- プロデューサー：蒲生直人（テレビ朝日）、池谷誠一（nexus）
- 技術協力：テイクシステムズ
- 制作：テレビ朝日、nexus

## ネット局
| 放送対象地域  | 放送局           | 系列                                         | 備考   |
| ------------- | ---------------- | -------------------------------------------- | ------ |
| 関東広域圏    | テレビ朝日       | テレビ朝日系列                               | 製作局 |
| 北海道        | 北海道テレビ     | テレビ朝日系列                               |        |
| 宮城県        | 東日本放送       | テレビ朝日系列                               |        |
| 福島県        | 福島放送         | テレビ朝日系列                               |        |
| 新潟県        | 新潟テレビ21     | テレビ朝日系列                               |        |
| 長野県        | 長野朝日放送     | テレビ朝日系列                               |        |
| 静岡県        | 静岡朝日テレビ   | テレビ朝日系列                               | [ 1 ]  |
| 中京広域圏    | 名古屋テレビ     | テレビ朝日系列                               |        |
| 近畿広域圏    | 朝日放送         | テレビ朝日系列                               |        |
| 広島県        | 広島ホームテレビ | テレビ朝日系列                               |        |
| 香川県 岡山県 | 瀬戸内海放送     | テレビ朝日系列                               |        |
| 福岡県        | 九州朝日放送     | テレビ朝日系列                               |        |
| 長崎県        | 長崎文化放送     | テレビ朝日系列                               |        |
| 熊本県        | 熊本朝日放送     | テレビ朝日系列                               |        |
| 大分県        | テレビ大分       | 日本テレビ系列 フジテレビ系列 テレビ朝日系列 |        |
| 鹿児島県      | 鹿児島放送       | テレビ朝日系列                               |        |

| テレビ朝日 水曜19:00枠                                                                             | テレビ朝日 水曜19:00枠                                    | テレビ朝日 水曜19:00枠                                                |
| 前番組                                                                                             | 番組名                                                    | 次番組                                                                |
| -------------------------------------------------------------------------------------------------- | --------------------------------------------------------- | --------------------------------------------------------------------- |
| 水曜スーパーキャスト （1990年4月18日 - 1991年3月20日） ※19:00 - 20:54 【改題したうえで、30分縮小】 | クイズ!その時どうした!! （1991年4月17日 - 1991年9月11日） | 山瀬まみ・藤田朋子のおませなふたり （1991年10月16日 - 1992年9月16日） |